# Ян Вайсс
Ян Вайсс (чеськ. Jan Weiss, 10 травня 1892, Їлемнице — 7 березня 1972, Прага) — чеський письменник-фантаст, один із засновників чеської фантастики.

## Біографія
Ян Вайсс народився у містечку Їлемнице в 1892 році. У 1913 році він закінчив гімназію в місті Градець-Кралове, та поступив на юричичний факультет Віденського університету. Проте він провчився там лише рік, та був мобілізований до австро-угорської армії після початку Першої світової війни. під час війни він потрапив у полон на російському фронті, утримувався у таборі військовополонених, де перехворів висипним тифом, окрім того йому ампутували пальці стоп після обмороження. Пізніше в полоні Вайсс вступив до Чехословацького легіону, та повернувся у їх складі вже до незалежної Чехословаччини в 1920 році.
Після повернення на батьківщину Вайсс оселився у Празі, працював чиновником у міністерстві суспільних робіт. Одночасно він розпочинає літературну діяльність, саме в цей час виходять друком його найвідоміші твори. Після німецької окупації Чехії він втратив роботу, після 1945 року Вайсс повернувся на роботу до міністерства, проте вже в 1947 році він залишає посаду в міністерстві та стає професійним письменником. Він приймає нову соціалістичну дійсність, і у своїй творчості письменник робить спроби описати майбутнє з точки зору соціалістичного реалізму. Проте рівень його творів у період після Другої світової війни значно знизився, і після критики творів Вайсса у середині 60-х років ХХ століття він вирішує припинити письменницьку діяльність. Помер письменник 7 березня 1972 року, похований у рідному місті Їлемнице.

## Літературна творчість
Ян Вайсс розпочав писати літературні твори ще під час перебування в полоні на території Російської імперії, де він написав драматичний твір «Пенза» (чеськ. Penza). У 1924 році, після повернення на батьківщину, уперше надруковано його оповідання «Сон» (чеськ. Sen). У 1927 році виходить друком відразу три книги автора: роман «Привид сміху» (чеськ. Fantom smíchu) та дві збірки оповідань «Барак смерті» (чеськ. Barák smrti) і «Зеркало, яке запізнюється» (чеськ. Zrcadlo, které se opožďuje). У 1929 році виходить друком найвідоміший роман Вайсса — антиутопічний роман «Будинок на тисячу поверхів» (чеськ. Dům o tisíci patrech), навіяний письменнику його видіннями у той час, коли він хворів тифом. У цьому ж році виходить друком ще два романи письменника: «Школа злочину» (чеськ. Škola zločinu) і «Спати на зодіаку» (чеськ. Spáč ve zvěrokruhu). Значна частина творчості Яна Вайсса у довоєнний час навіяна спогадами з полону часів Першої світової війни, часів перебування в Чехословацькому легіоні, а також політичними та економічними умовами часів Першої Чехословацької республіки. У час німецької окупації письменник публікує твори, переважно з елементами фентезі та народних чеських переказів, які в алегоричній формі закликають до боротьби за визволення чеських земель від загарбників, найбільш помітним з цих творів був роман «Той, хто прийшов з гір» (чеськ. Přišel z hor). У післявоєнний час Ян Вайсс підтримує нову соціалістичну владу, та пише свої нові науково-фантастичні твори вже в стилі соціалістичного реалізму. Найвідомішою книгою цього періоду стала збірка «Земля наших внуків» (чеськ. Země vnuků), опублікована в 1957 році, а останньою збіркою письменника стала «Роздуми про майбутнє» (чеськ. Hádání o budoucím), опублікована в 1963 році.

## Особисте життя
Ян Вайсс був одружений, його дочка Яна Дубова стала чеською письменницею.

## Премії та нагороди
У 1962 році Ян Вайсс нагороджений Орденом Праці. У 1957 році письменник отримав звання Заслуженого митця Чехословаччини. З 1945 року письменник став почесним громадянином свого рідного міста Їлемнице.

## Вибрана бібліографія
- Привид сміху (чеськ. Fantom smíchu, 1927)
- Барак смерті (чеськ. Barák smrti, 1927)
- Зеркало, яке запізнюється (чеськ. Zrcadlo, které se opožďuje, 1927)
- Будинок на тисячу поверхів (чеськ. Dům o tisíci patrech, 1929)
- Школа злочину (чеськ. Škola zločinu, 1929)
- Спати на зодіаку (чеськ. Spáč ve zvěrokruhu, 1929)
- Той, хто прийшов з гір (чеськ. Přišel z hor, 1941)
- Земля наших внуків (чеськ. Země vnuků, 1957)
- Роздуми про майбутнє (чеськ. Hádání o budoucím, 1963)